# Arthur Jobin
 (novembre 2017).
Si vous disposez d'ouvrages ou d'articles de référence ou si vous connaissez des sites web de qualité traitant du thème abordé ici, merci de compléter l'article en donnant les références utiles à sa vérifiabilité et en les liant à la section « Notes et références ».
 (février 2024).
- Si vous ne connaissez pas le sujet, laissez ce bandeau (vous pouvez alors contacter les auteurs).
- Si vous supprimez le contenu mis en cause (vous pouvez préalablement contacter les auteurs),

argumentez précisément cette suppression dans la page de discussion
(un manque de référence n'est pas un argument ; une recherche réelle de référence doit avoir été effectuée, être formellement documentée).
Arthur Jobin (Yverdon-les-Bains, 1927 - Fey, 2000) est un artiste peintre, sérigraphe, chromatiste-consultant et sculpteur suisse.

## Biographie
Originaire de Lausanne, Saignelégier il est né le 23 août 1927 à Yverdon-les-Bains.
À la fin de sa scolarité à Yverdon et Lausanne, Arthur Jobin entreprend un apprentissage de tailleur en confection. Il s'adonne à la peinture en autodidacte avant d'entrer à l'École des beaux-arts et des arts appliqués de Lausanne en 1946 pour une durée de trois ans, ponctuée dès l'année suivante de séjours réguliers à Paris, où il fréquente l'académie libre de la Grande Chaumière. Il se fixe à Lausanne en 1949, tout en poursuivant ses fréquents séjours à Paris. Arthur Jobin avec sa femme Claire Jobin aura 4 enfants, Caroline Jobin, Yves Jobin, Pierre Jobin et Gilles Jobin. Il travaille également, jusqu'en 1954, pour le théâtre des Faux-Nez à Lausanne et le théâtre des Trois-Baudets à Paris.
À Paris, il s'intéresse au post-cubisme, qui marque ses premières œuvres, et découvre l'abstraction au Salon des Réalités nouvelles. En 1950, il obtient sa première Bourse fédérale. À Lausanne, sa première exposition personnelle à la Galerie de L'Entracte, en 1952, le propulse comme un pionnier de l'abstraction en Suisse romande. Il radicalise ensuite sa position en adoptant, durant quelques années, les principes du néo-plasticisme.
En 1955, Arthur Jobin fonde avec Charles-Oscar Chollet, André Gigon et Jean-Claude Hesselbarth le « Collège vaudois des artistes concrets », auquel se rallient bientôt Antoine Poncet puis Denise Voïta. Parallèlement, Jobin voue une passion pour la sérigraphie, discipline qu'il enseignera à l'École cantonale des beaux-arts de Lausanne durant trente-cinq ans, de 1957 à sa retraite en 1992. Il s'adonne également à la tapisserie (Bourse fédérale des arts appliqués en 1956), participe à la fondation du « Groupe de cartonniers-lissiers romands » et, en étroite collaboration avec sa femme Claire Jobin, née Marti, lissière, prend part aux 3e et 4e Biennales internationales de la tapisserie contemporaine à Lausanne, en 1967 et 1969, ainsi qu'à la 1re Biennale internationale de la tapisserie à Lodz (Pologne), en 1975. Entre-temps, il a participé à la réalisation du secteur Vallée de la jeunesse à l'Exposition nationale, à Lausanne en 1964. Dès la fin des années 1960, Jobin adopte une logique de production sérielle basée sur le cercle, avec d’abord les Emblèmes, déclinés selon une palette chromatique réduite à quelques couleurs intenses poussées à saturation. Les Cercles éclatés leur succèdent dès les années 1990. En 2000, atteint dans sa santé, Jobin exclut la couleur au profit de lignes délicates et de fines surfaces colorées se détachant sur un fond monochrome uniformément blanc.
Longtemps, l'abstraction géométrique de Jobin a été caractérisée par l'orthogonalité : d'abord par un foisonnement d'éléments rectangulaires et carrés, colorés en aplats, liés en bandeaux et fractionnant la surface picturale, puis par leur réduction en de larges plans épurés, selon une géométrie instinctive et lyrique, distincte de la logique mathématique de l'art concret zurichois. Mais c'est dès 1969, dans la série des Emblèmes, que Jobin invente une héraldique véritablement personnelle basée sur le cercle, constitué parfois de plusieurs anneaux ou conjugué avec des bandes colorées et qui prend possession de toute la toile, de format désormais carré, selon une symétrie axiale. Cette géométrie est accentuée par une gamme chromatique limitée à cinq, six, parfois sept couleurs (dont le jaune est exclu), toujours intenses, saturées, selon des accords incandescents. Dans les années 1980, les Emblèmes tendent vers la monumentalité, le cercle, vu comme un absolu, devenant objet de méditation. Enfin, dès les années 1990, cette cosmogonie est renouvelée par la série des Cercles éclatés, qui dominent la composition et font apparaître des champs de tensions entre forces vives et couleurs intenses.

### Œuvres publiques
Musée cantonal des beaux-arts, Lausanne ; Cabinet cantonal des estampes, Vevey ; Kunstmuseum Bâle ; Musée de Moutier ; Musée de Lodz (Pologne) ; Université d'Austin (USA) ; Milwaukee Public Library (USA) ; École de Montagny (VD), 1963 ; Groupe scolaire des Bergières à Lausanne, 1977 ; Sculpture monumentale à l'École professionnelle de Porrentruy, 1989 ; Sculpture monumentale en bronze à Yverdon-les-Bains, 1992 ; Façade de la Loterie romande à Lausanne, 1999.

### Publications
- Arthur Jobin[3], monographie éditée à l'occasion de l'exposition Arthur Jobin : 50 ans de création au Musée jurassien de Arts - Moutier, 2016. Textes de Christine Salvadé, Laurent Goumarre, Clément Crevoisier, Valentine Reymond et Lucile Airiau. Photographies de Jacques Bélat. Éditions Musée jurassien des Arts - Moutier, Association Heaka Sapa - Fey, 2016 -  (ISBN 978-2-9700757-5-2)
- Peintres suisses - Schweizer Mahler[4]   paru en 1982. Édition du Griffon, Neuchâtel.